# Пассау
Па́ссау (нем. Passau, лат. Batavia) — город в Нижней Баварии, на границе с Австрией. Известен как город на трёх реках — Дунае, Инне и Ильце — так как эти три реки здесь сходятся вместе в одном месте, которое называется «Угол трёх рек» (нем. Dreiflüsse-Eck). Население 51 781 человек, из которых каждый пятый — студент университета Пассау (основан в 1978 году на основе католико-теологического института, существующего в Пассау с 1622 года). 
Пассау часто страдал от наводнений, но зато (в числе немногих исторических городов Германии) избежал разрушений в ходе Второй мировой войны.

## История
Пассау был основан кельтами. При древних римлянах назывался Batava castra, то есть лагерь батавов. В начале VIII века город был резиденцией баварского герцога Теобальда.
С 729 года на протяжении тысячи лет Пассау был столицей одноимённого владетельного епископства в составе Священной Римской империи. Предположительное место написания (в конце XII века) «Песни о Нибелунгах».
По мере роста города, в XII, XIV и XV веках, горожане поднимали восстания против власти епископов. В 1552 году между эрцгерцогом Фердинандом, представлявшим императора Карла V, и протестантскими князьями во главе с курфюрстом Морицем Саксонским был заключён Пассауский договор. На основании этого договора было признано право исповедания лютеранства, объявлена амнистия вождям Шмалькальденского союза. Договор был положен в основу Аугсбургского религиозного мира 1555. 
В ходе Первой Силезской войны баварцы, овладев крепостью Пассау, вынуждены были сдать её австрийцам, которые занимали её до 1745 года. В 1803 году епископство было секуляризовано и передано Баварии.

## Города-побратимы
- Хакенсак, Нью-Джерси, США, с 1952 года.
- Дамфрис, Шотландия, Великобритания, с 1957 года.
- Кань-сюр-Мер, Франция, с 1973 года.
- Кремс, Австрия, с 1974 года.
- Акита, Япония, с 1984 года.
- Малага, Испания, с 1987 года.
- Ческе-Будеёвице, Чехия, с 1993 года.
- Лючжоу, Китай, с 1999 года.
- Веспрем, Венгрия, с 1999 года.
- Монтеккьо-Маджоре, Италия, с 2003 года.

## Достопримечательности
Пассау называют не только «городом Нибелунгов», но и «немецкой Венецией». Здания и фонтаны, построенные после пожаров второй половины XVII века, оформлены в стиле барокко. В городе проводится ежегодная Весенняя торговая ярмарка.
- Собор Святого Стефана (нем. Dom St. Stephan). В соборе находится самый большой в Европе орган (церковные произведения на нём исполняются во время ежедневного богослужения, а также с мая по октябрь по четвергам — для всех желающих).
- Старая резиденция (нем. Alte Residenz).
- Новая резиденция (нем. Neue Residenz).
- Ратуша (нем. Altes Rathaus).
- Верхний замок (нем. Veste Oberhaus), где помещается одноимённый музей.
- Нижний замок (нем. Veste Niederhaus).
- Монастырь Нидернбург (нем. Kloster Niedernburg) с гробницей венгерской королевы Гизелы.
- Монастырь Мариахильф (нем. Kloster Mariahilf).
- Музей стекла Пассау (нем. Passauer Glasmuseum).
- Музей современного искусства (нем. Museum Moderner Kunst — Stiftung Wörlen Passau).
- Музей диоцеза (нем. Diözesanmuseum).
- Римский музей (нем. Das RömerMuseum Kastell Boiotro).
- Университет Пассау (нем. Universität Passau).

## Известные личности, связанные с Пассау
- В Пассау жил и умер художник, представитель дунайской школы Северного Возрождения и мастер пейзажного рисунка, Вольф Губер.
- В городе родился художник Фердинанд Вагнер.
- Писатель и поэт Ханс Каросса занимался в Пассау врачебной практикой.
- Некоторое время в городе жил и работал отец Адольфа Гитлера Алоис Гитлер.

## Население
По оценке на 31 декабря 2015 года население межрайонного города (городской общины) Пассау составляет 50 566 чел. 

| Дата      | 1840  | 1871  | 1900  | 1925  | 1939  | 1950  | 1961  | 1970  | 1987  | 2011  |
| --------- | ----- | ----- | ----- | ----- | ----- | ----- | ----- | ----- | ----- | ----- |
| Население | 16826 | 20607 | 28037 | 32226 | 33482 | 47789 | 47056 | 48797 | 48516 | 48649 |

| Год       | 1960  | 1970  | 1980  | 1990  | 2000  | 2009  | 2010  | 2011  | 2012  | 2013  | 2014  | 2015  |
| --------- | ----- | ----- | ----- | ----- | ----- | ----- | ----- | ----- | ----- | ----- | ----- | ----- |
| Население | 47760 | 49100 | 50698 | 50328 | 50536 | 50627 | 50594 | 48623 | 49038 | 49454 | 49952 | 50566 |

## Ближайшие города
- Линц (Верхняя Австрия) — 80 км.
- Фильсхофен-ан-дер-Донау (Нижняя Бавария) — 22 км.

Пассау

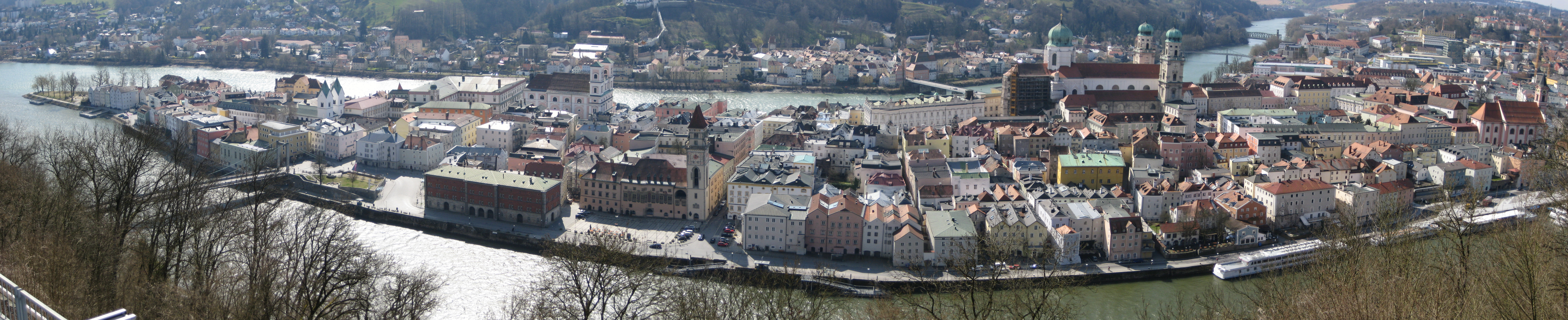
Пассау

- Ландсхут — около 130 км.
- Мюнхен — 160 км.
- Регенсбург — 110 км.
- Прага — около 250 км.
- Нюрнберг — 210 км.
- Зальцбург — 140 км.